# Estación Floresta (Metro de Medellín)
La Estación Floresta es la tercera de la línea B del Metro de Medellín de oriente a occidente y la quinta en sentido inverso. Tiene transferencia con la parada Floresta de la línea O de Metroplús, integrándose en los bajos de la estación.
Localizada en el límite de las Comunas Laureles - Estadio con La América en el cruce de la carrera 80 con la Quebrada La Hueso. En su acceso se encuentra el mosaico Virgen Nuestra Señora de los Dolores.
La estación se comunica con parte de la Unidad Deportiva Atanasio Girardot, el Museo Etnográfico Miguel Ángel Builes, entre otros.
En un futuro, esta estación sería la conexión del futuro del tranvía de la 80 que saldría desde la estación Aguacatala hasta la estación Caribe, que está incluido en el plan maestro de movilidad del Metro de Medellín 2006-2030.

## Diagrama de la estación
| NIVEL 2   |                                                       |         |                  |
|           | Plataforma lateral, las puertas se abren a la derecha |         |                  |
| Occidente | ← hacia Estación Santa Lucía (Estación San Javier)    | Oriente |                  |
| Occidente | → hacia Estación Estadio (Estación San Antonio)       | Oriente |                  |
|           | Plataforma lateral, las puertas se abren a la derecha |         |                  |
|           |                                                       |         |                  |
| SUELO     | Salida / Entrada                                      |         | Salida / Entrada |

## Horario
| Horarios de estación                  | Lunes a viernes | Sábado | Domingo y festivos |
| ------------------------------------- | --------------- | ------ | ------------------ |
| Primer tren con dirección San Antonio | 04:27           | 04:27  | 04:57              |
| Primer tren con dirección San Javier  | 04:36           | 04:36  | 05:07              |
| Último tren con dirección San Antonio | 22:52           | 22:52  | 22:12              |
| Último tren con dirección San Javier  | 23:10           | 23:10  | 22:29              |

## Rutas integradas
| RUTA | NOMBRE                                                     | DESTINO |
| ---- | ---------------------------------------------------------- | ------- |
| 246i | Blanquizal                                                 |         |
| 250i | Urbanización Santa Clara - Urbanización Mirador de Robledo |         |

## Zonas de Interés
- Cuarta Brigada del Ejército Nacional
- Museo Etnográfico Miguel Ángel Builes